# Rio Grande City
Rio Grande City – miasto w Stanach Zjednoczonych, w stanie Teksas, siedziba hrabstwa Starr.

## Demografia
Według przeprowadzonego przez United States Census Bureau spisu powszechnego w 2010 miasto liczyło 13 834 mieszkańców, co oznacza wzrost o 16,0% w porównaniu do roku 2000. Natomiast skład etniczny w mieście wyglądał następująco: Biali 92,1%, Afroamerykanie 0,2%, Azjaci 0,8%, pozostali 6,9%.